# Urnäsch
Urnäsch (toponimo tedesco) è un comune svizzero di 2 271 abitanti del Canton Appenzello Esterno.

## Geografia fisica
Il passo Schwägalp collega Urnäsch a Nesslau (Canton San Gallo).

## Storia
Dal suo territorio nel 1722 fu scorporata la località di Schönengrund, divenuta comune autonomo.

## Monumenti e luoghi d'interesse

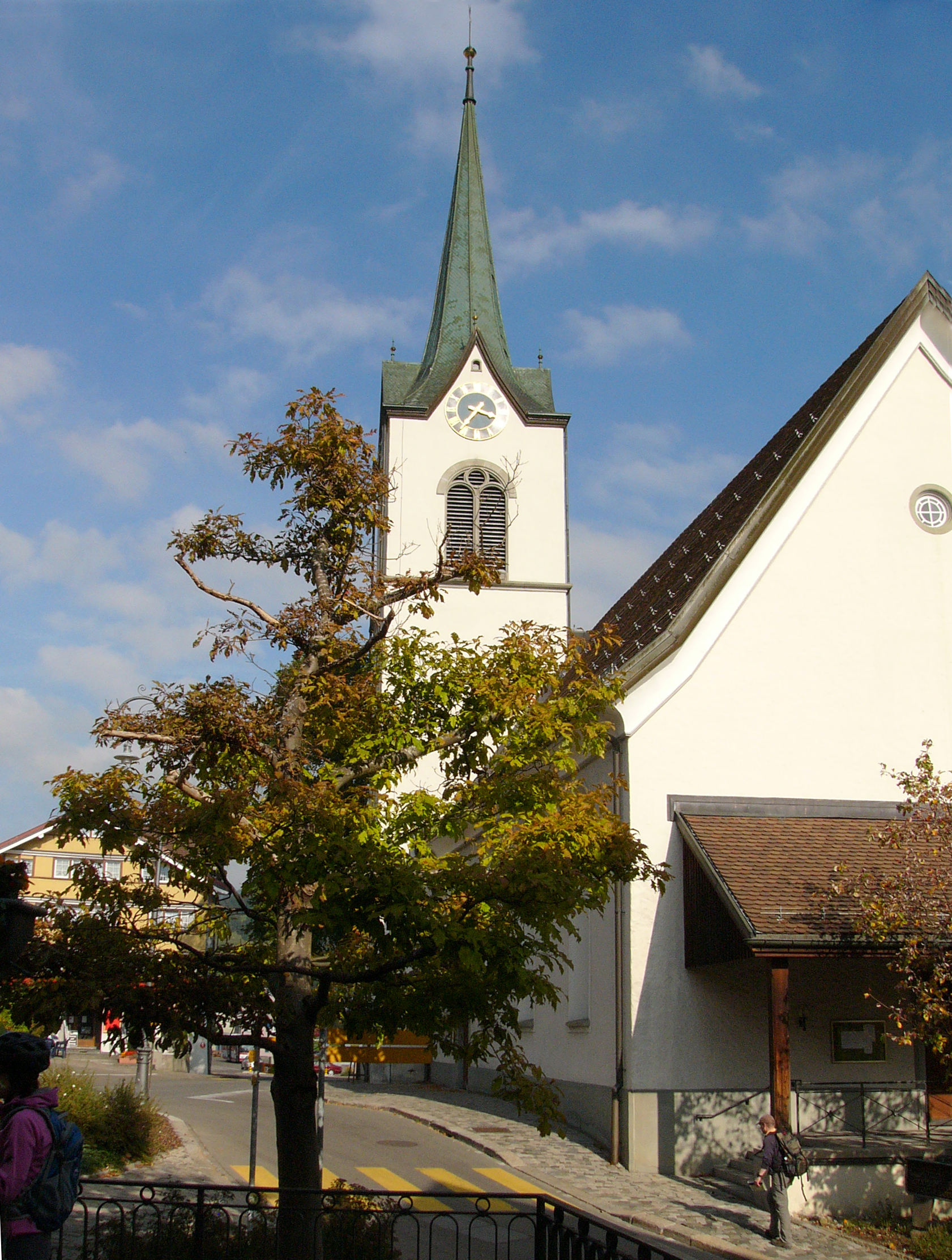
La chiesa riformata

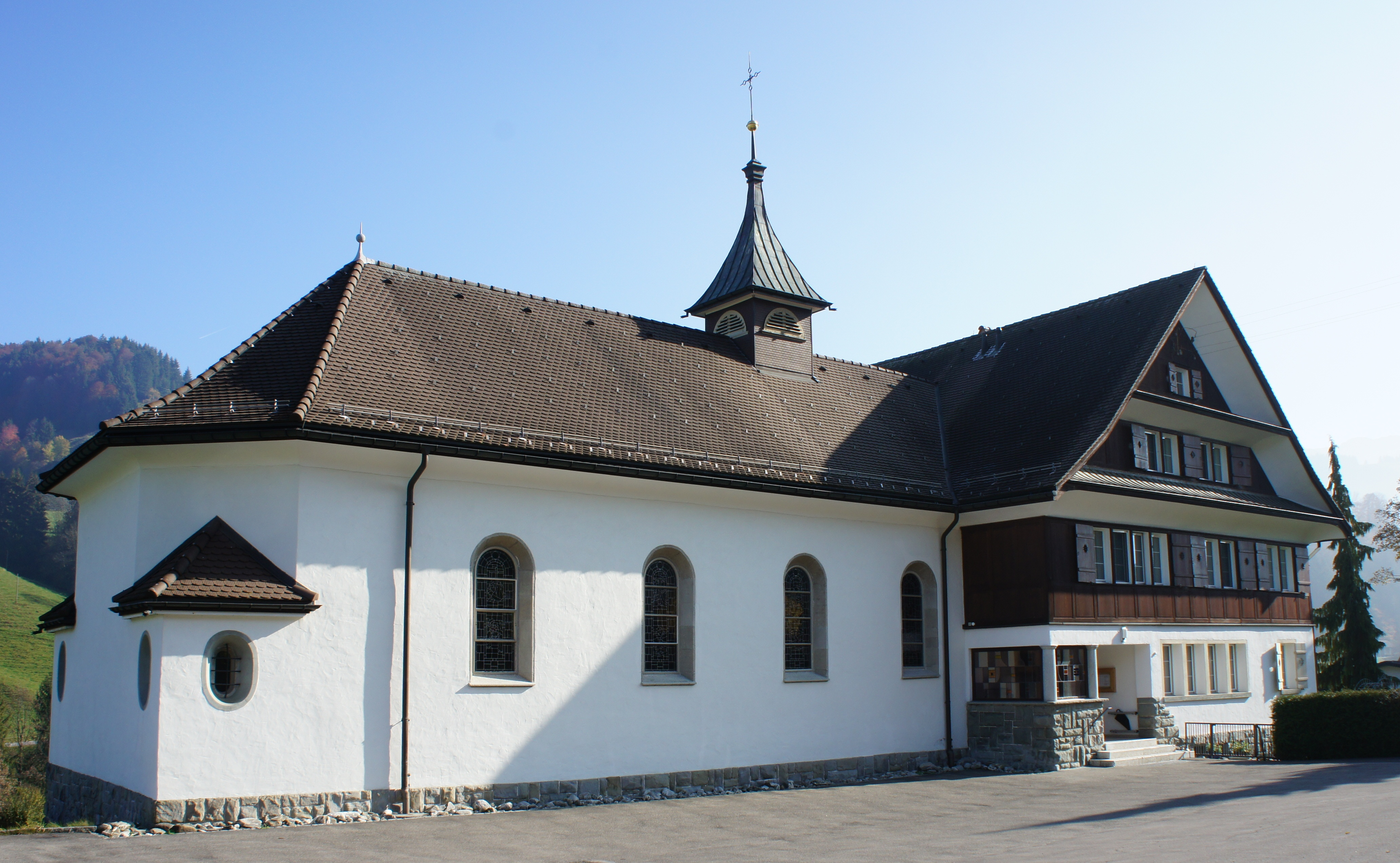
La chiesa cattolica

- Chiesa riformata (già di Sant'Antonio), eretta nel 1414 e ricostruita nel 1641 e nel 1866-1868[1];
- Chiesa cattolica in località Zürchersmühle, eretta nel 1911[1].
- Museo degli usi e costumi dell'Appenzello

## Società

### Evoluzione demografica
L'evoluzione demografica è riportata nella seguente tabella:
Abitanti censiti

## Infrastrutture e trasporti

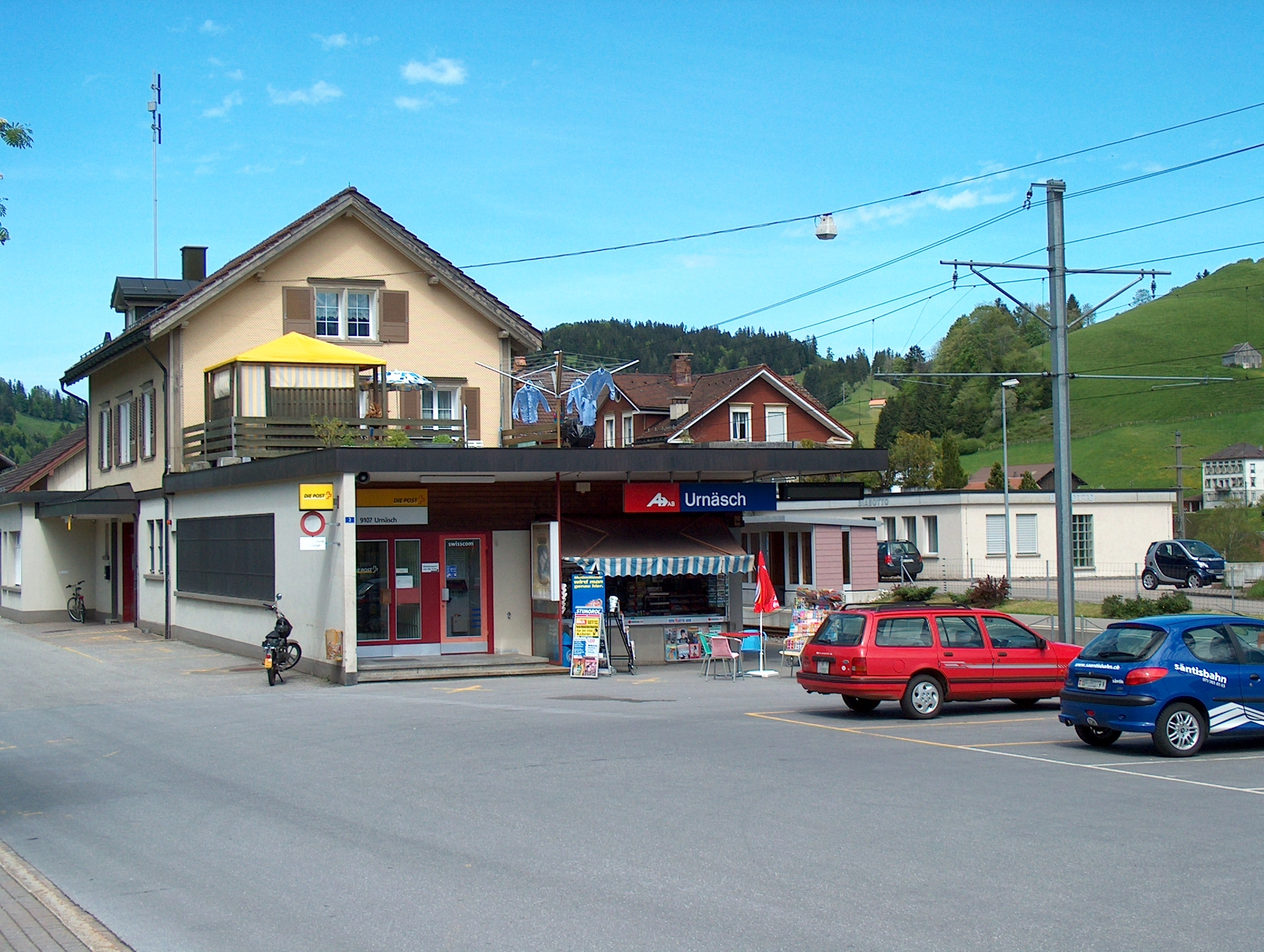
La stazione di Urnäsch

Urnäsch è servito dall'omonima stazione e da quella di Zürchersmühle sulla ferrovia Gossau-Appenzello (linea S23 della rete celere di San Gallo).

## Amministrazione
Ogni famiglia originaria del luogo fa parte del cosiddetto comune patriziale e ha la responsabilità della manutenzione di ogni bene ricadente all'interno dei confini del comune.